# CF Atlètic Amèrica
Maillots
Le CF Atlètic Amèrica est un club de football andorran basé à Escaldes-Engordany. Le club joue actuellement en Segona Divisió,.

## Histoire
Fondé le 9 mars 2010, le club accède en 2015 en Segona Divisió. Au cours de la saison 2022-2023, l'équipe senior est promu pour la première fois de son histoire en Primera Divisió avant d’être relégué dès la saison suivante en Segona Divisió.

## Personnalités du club

### Liste des entraîneurs
- Julio Olortegui (2016-2023)
- Cristian Lara (Depuis 2023)

## Palmarès
- Segona Divisió
  - Vice-champion (1) : 2023.